# Постачальник послуг Інтернету

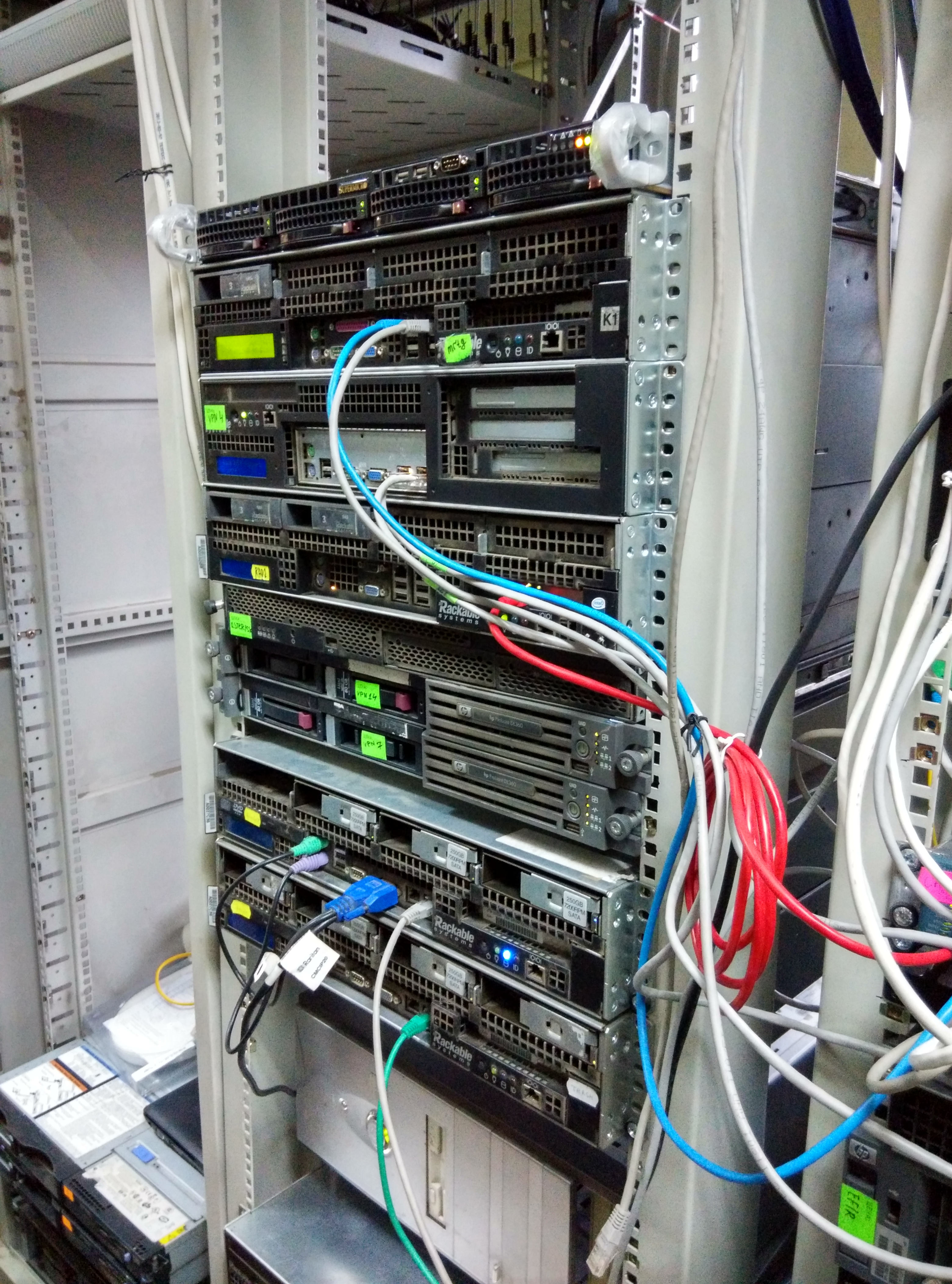
Серверна стійка в ISP ТІМ, у м. Прилуки

Постачальник послуг Інтернету (англ. Internet Service Provider, ISP), також провайдер послуг інтернету, надавач послуг інтернету, Інтернет-провайдер (від англ. to provide — забезпечувати, надавати доступ) — організація, яка надає послуги доступу та передачі (інформації) певними інформаційними каналами.

## Мета
Подібні організації часто надають комплексне рішення доступу та користування Інтернетом. До числа послуг, які надають провайдери можуть входити:
- доступ до Інтернету по комутованим лініям надійного зв'язку;
- надання дискового простору для зберігання та забезпечення роботи сайтів (хостинг);
- підтримка сервісів електронних поштових скриньок чи віртуального поштового сервера;
- розташування обладнання клієнтів на власних технічних потужностях та лініях зв'язку (колокація);
- оренда відокремлених та віртуальних серверів, резервування даних тощо.

## Різновиди
Інтернет-провайдерів можна поділити на певні типи, відповідно до послуг, які вони надають:
- провайдери доступу;
- хостинг-провайдери;
- магістральні (backbone) провайдери;
- канальні провайдери;
- провайдери «останньої милі» тощо.

З юридичного боку, інтернет-провайдер — це оператор зв'язку, що має ліцензію на надання однієї з нижченаведених послуг:
- послуги зв'язку з надання каналів зв'язку;
- послуги зв'язку в мережах передачі даних, за винятком передачі голосової інформації;
- послуги зв'язку з передавання голосової інформації в мережах передачі даних;
- телематичні послуги зв'язку.

## Інтернет-провайдери України
Станом на 2016 рік, найбльшими інтернет-провайдерами України були:
|    | Назва                       | Кількість підписників (2016, у тис.) | Кількість підписників (2015, у тис.) | Різниця (абсолютна) | Різниця (відсоткова) |
| -- | --------------------------- | ------------------------------------ | ------------------------------------ | ------------------- | -------------------- |
| 1  | Укртелеком                  | 1603                                 | 1626                                 | -23                 | -1,4 %               |
| 2  | Київстар                    | 829                                  | 816                                  | 13                  | 1,6 %                |
| 3  | Воля                        | 670                                  | 629                                  | 41                  | 6,5 %                |
| 4  | Тріолан                     | 299                                  | 287                                  | 12                  | 4,2 %                |
| 5  | Фрегат                      | 292                                  | 248                                  | 44                  | 17,7 %               |
| 6  | Датагруп                    | 231                                  | 226                                  | 5                   | 2,2 %                |
| 7  | Ланет                       | 160                                  | 142                                  | 18                  | 12,7 %               |
| 8  | Vega                        | 148                                  | 156                                  | -8                  | -5,1 %               |
| 9  | Тенет                       | 143                                  | 136                                  | 7                   | 5,2 %                |
| 10 | Фрінет (Торгова марка «O3») | 121                                  | 114                                  | 7                   | 6,1 %                |
| –  | Загалом топ-10              | 4 496                                | 4 380                                | 116                 | 2,65 %               |

Станом на початок жовтня 2024 року, в Україні майже третина операторів електронних комунікацій, які надавали послуги доступу до інтернету, припинила свою роботу. Згідно повідомлення голови підкомітету Верховної Ради України з кібербезпеки Олександра Федієнка, це сталося після заборони працювати на спрощеній формі оподаткування. У відповіді НКЕК на його депутатське звернення йшлося, що станом на 8 жовтня кількість суб'єктів господарювання, які з серпня звернулися із заявами про їх вилучення з реєстру постачальників електронних комунікаційних мереж, досягла – 487, з яких було опрацьовано – 386 заяв. Більш того, протягом серпня-жовтня 2024 року, 1316 суб'єктів надали комісії інформацію про припинення своєї діяльності у сфері електронних комунікацій на певній території. При цьому найбільше суб'єктів, які припинили діяльність, було у Києві та Київській області – 156, а також у Черкаській області – 108.

## Швидкість провайдерів в Україні
За версією французької speed-test компанії nPerf, протягом трьох років поспіль (2018-2020 рр.) найшвидшим провайдером в Україні незмінно залишається Мережа Ланет. Згідно з даними за 2020 рік, швидкість завантаження в мережі провайдера становила 87,08 Мбіт/с, віддачі — 87,72 Мбіт/с.
За результатами другого та третього кварталу 2019 року, міжнародна компанія Ookla визнала Мережу Ланет провайдером, який надає найшвидший широкосмуговий інтернет в Україні.
Друге місце за швидкістю передачі даних в Україні зайняла компанія «Датагруп». Наступні позиції в рейтингу займають провайдери «Київстар» зі швидкістю завантаження 50,63 Мбіт/с та «Воля» з показниками 52,59 Мбіт/с. Замикає п'ятірку компанія «Укртелеком», швидкість завантаження в мережі якого склала всього 22,63 Мбіт/с.